# Arbeitsgemeinschaft für Kartographische Ortsnamenkunde
Die Arbeitsgemeinschaft für Kartographische Ortsnamenkunde (AKO) ist ein Koordinationsgremium der in Österreich mit geographischen Namen befassten Dienststellen des Bundes und der Länder sowie mehrerer zuständiger wissenschaftlicher Einrichtungen und der Privatkartographie.

## Tätigkeiten und Ziele
Ziel der 1969 gegründeten AKO ist es, die Standardisierung der geographischen Namen Österreichs im Sinne der Empfehlungen der Vereinten Nationen zu fördern. Zu diesem Zweck hält die AKO zweimal jährlich Sitzungen ab, die vor allem dem Informations- und Erfahrungsaustausch hinsichtlich namenkundlicher Fragen dienen.
In der Arbeitsgemeinschaft vertreten sind das Bundesamt für Eich- und Vermessungswesen, das Bundesministerium für Land- und Forstwirtschaft, Umwelt und Wasserwirtschaft, das Bundesministerium für Landesverteidigung, die Nomenklatur- resp. Ortsnamenkommissionen der österreichischen Bundesländer, die Österreichische Kartographische Kommission, die Österreichische Geographische Gesellschaft, das Institut für Stadt- und Regionalforschung der Österreichischen Akademie der Wissenschaften, das Institut für Geographie und Regionalforschung sowie das Institut für Germanistik der Universität Wien, der Verein zur Erforschung von Sprache und Namen in Österreich (VESNA), Vertreter der österreichischen Privatkartographie, Sachverständige der Toponomastik und Kartographie u. a. m.
Vertreter der AKO nehmen an den ebenfalls zweimal jährlich stattfindenden Sitzungen des Ständigen Ausschusses für geographische Namen (StAGN) und an der entsprechenden Gremienarbeit der Vereinten Nationen (UNGEGN) teil.

## Geschichte
Die AKO wurde 1969 als Abteilung für Kartographische Ortsnamenkunde innerhalb der Österreichischen Kartographischen Kommission (ÖKK) in der Österreichischen Geographischen Gesellschaft (ÖGG) gegründet. 1994 trat sie in Verbindung mit der Österreichischen Akademie der Wissenschaften und benannte sich in der Folge in Arbeitsgemeinschaft für Kartographische Ortsnamenkunde um.

## Vorsitzende
- Josef Breu (1969–1987)
- Helmut Desoye (1987–1997)
- Isolde Hausner (1997–2007)
- Peter Jordan (2007–2017)
- Gerhard Rampl (2017–2022)
- Roman Stani-Fertl (seit 2022)

## Veröffentlichungen unter Beteiligung der AKO
- Josef Breu: Geographisches Namenbuch Österreichs, bearbeitet nach den Empfehlungen der Vereinten Nationen. Wien 1975 (= Österreichische Akademie der Wissenschaften, Veröffentlichungen des Instituts für Kartographie, Forschungen zur theoretischen Kartographie 3).
- Abteilung für Kartographische Ortsnamenkunde (AKO) der Österreichischen Kartographischen Kommission in der Österreichischen Geographischen Gesellschaft (ÖGG) (Hg.): Vorschläge zur Schreibung geographischer Namen in österreichischen Schulatlanten. Wien 1994 (= Wiener Schriften zur Geographie und Kartographie 7).
- Geographische Namendatenbank Österreich. Wien: Verlag der Österreichischen Akademie der Wissenschaften, 2000 [CD-ROM], ISBN 3-7001-2941-6.
- Hubert Bergmann, Isolde Hausner: Toponymic Guidelines for Map and other Editors. Revised edition. Vienna 2006–2007 (online; PDF; 2,3 MB).

## Veröffentlichungen über die AKO
- Die Tätigkeit der Abteilung für Kartographische Ortsnamenkunde (AKO) der Österreichischen Kartographischen Kommission in der Österreichischen Geographischen Gesellschaft und der in ihr vertretenen Institutionen hinsichtlich kartographischer Namen. In: Österreichische Namenforschung 18 (1990–1991), S. 83–114.